# Acholi

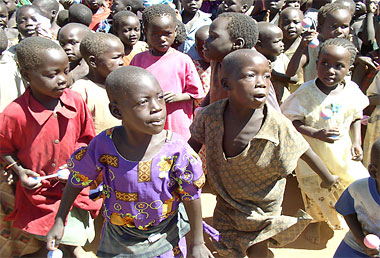
Un grup de nens acholi.

Els acholi (o acoli) són un grup ètnic que ocupa els districtes d'Agago, Amuru, Gulu, Kitgum, Nwoya, Lamwo i Pader, al nord d'Uganda. Aquesta regió se sol anomenar Acholiland. El poble acholi també s'estén pel comtat de Magwe, a Sudan del Sud. El cens ugandès del 2002 dona la xifra aproximada d'1.170.000 persones d'ètnia acholi, i el del 2000 a l'antic Sudan unes 45.000 més.

## Localització

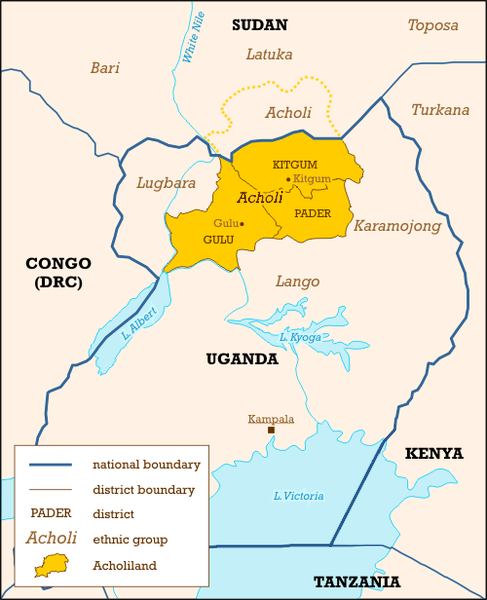
Acholiland, al nord d'Uganda.

Acholiland és un terme indefinit que es refereix a la regió on han viscut tradicionalment els acholi, que comprenia els districtes de Gulu, Kitgum i Pader, així com els de nova creació Amuru, Nwoya, Lamwo i Agago. Comprèn aproximadament 28.500 km² tocant a la frontera entre Uganda i Sudan del Sud.
La població actual de la regió s'estima en uns 600.000 habitants, que és el 4% de la població total d'Uganda. Tot i que també hi ha una part del poble acholi al nord de la frontera sudanesa, els acholi sudanesos sovint queden exclosos del concepte polític que es coneix com la terra d'Acholiland.

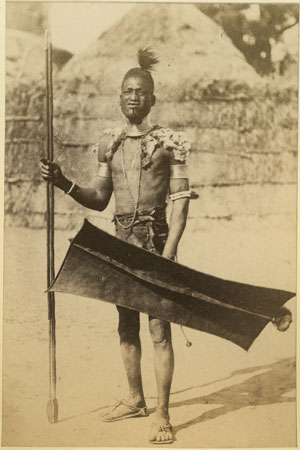
Un guerrer acholi (1877-1880).

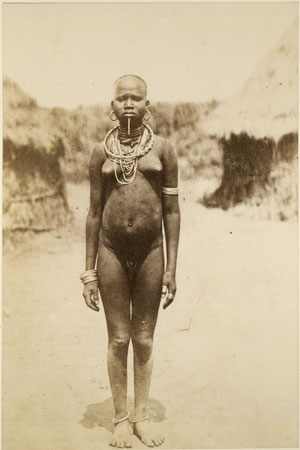
Una dona acholi (1877-1880).

## Mode de vida tradicional

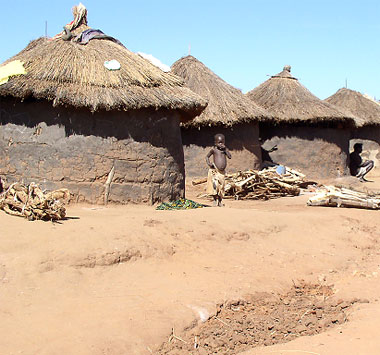
Cases tradicionals en un camp d'internament durant la revolta de l'LRA.

Els habitatges tradicionals dels acholi eren cabanes circulars amb la coberta acabada en punta, moblades amb una plataforma de fang per dormir, gerres per al gra i un clot a terra per fer-hi foc, i amb les parets de fang decorades amb dibuixos geomètrics o convencionals de colors vermell, blanc o gris. Eren caçadors experts amb les xarxes i les llances, i tenien ramats de cabres, ovelles i bous. Per fer la guerra tenien llances i uns escuts llargs i estrets de pell de girafa o de bou.

## Llengua
La llengua acholi pertany a la branca occidental de les llengües nilòtiques, i se la considera pràcticament un dialecte luo, que resulta mútuament intel·ligible amb el lango i amb l'alur, llengües luo amb les quals comparteix entre un 84 i un 90% de vocabulari comú. L'acholi és la llengua pròpia de l'ètnia acholi a la regió d'Acholiland, que comprèn els districtes de Gulu, Kitgum i Pader, al nord d'Uganda. També es parla al sud del districte d'Opari, a Sudan del Sud. El 1996 hi havia uns 773.800 parlants d'acholi al món, però el nombre ha anat creixent gradualment fins a arribar a uns 800.000 en l'actualitat. L'acholi també s'anomena acoli, akoli, acooli, atscholi, shuli, gang, lwoo, lwo, lok acoli o dok acoli.
Cançó de Lawino, una de les obres literàries africanes de més èxit, fou escrita pel poeta Okot p'Bitek en acholi, i després traduïda a l'anglès.

### Fonètica
L'acholi té harmonia vocàlica: totes les vocals d'una paraula han de pertànyer a una mateixa classe (per exemple, [kojo] 'el mort' enfront de [kɔjɔ] 'separar-se'). Hi ha dues sèries de cinc vocals cadascuna, que es distingeixen per la característica [+/-ATR].
| .            | Anterior | Central | Posterior |
| ------------ | -------- | ------- | --------- |
| Quasitancada | ɪ        |         | ʊ         |
| Semioberta   | ɛ        |         | ɔ         |
| Oberta       |          | ɒ       |           |

| .           | Anterior | Central | Posterior |
| ----------- | -------- | ------- | --------- |
| Tancada     | i        |         | u         |
| Semitancada | e        |         | o         |
| Oberta      |          | a       |           |

L'acholi és una llengua tonal. Per això algunes paraules només es poden diferenciar pel to, com ara bèl (to baix) 'arrugat' i bél (to alt) 'cereal', o bé kàl (to baix) 'clos envoltat d'una tanca' i kál (to alt) 'mill'. A més, el to té un paper molt important en la conjugació dels verbs.

### Escriptura
La llengua acholi s'escriu en alfabet llatí, tot i que sense les lletres F, H, Q, V, X i Z; en canvi, s'hi troben els grups consonantics bw, ng, ny i pw.

## Religió
La major part dels acholi són catòlics o protestants, tot i que una petita minoria són musulmans. Tanmateix, les creences tradicionals en els esperits dels avantpassats, que vetllen pels vius, es conserven amb força, tot i que solen expressar-se amb una terminologia cristiana o bé musulmana, segons el cas.

## Història

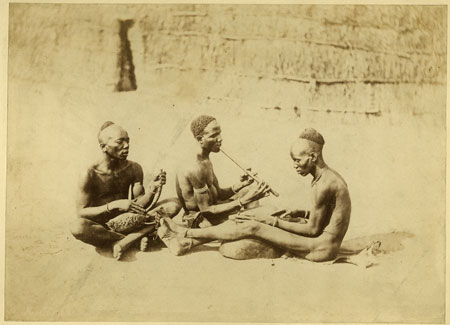
Un grup de músics acholi (1877-1890).

Els acholi són un poble luo, que es diu que va arribar al nord d'Uganda en una migració des de la regió que ara es coneix per Bahr al-Ghazal, al Sudan del Sud. Des de finals del segle xvii, es va desenvolupar un nou ordre sociopolític entre els luo del nord d'Uganda, caracteritzat bàsicament per la formació de petits reialmes encapçalats per un rwot (en plural, rwodi). Cap a la meitat del segle xix, hi havia uns seixanta d'aquests reietons només a la part oriental d'Acholiland. Durant la segona meitat del segle xix, els mercaders de llengua àrab que procedien del nord van començar a anomenar-los shooli, un mot que després es transformaria en acholi.
Durant l'època colonial, els britànics van fomentar el desenvolupament polític i econòmic del sud d'Uganda, sobretot del poble buganda. En canvi, els acholi i altres grups ètnics del nord van proporcionar la major part de la mà d'obra del país i també van constituir la major part de l'estament militar, fins al punt que es va crear el que s'ha anomenat una "etnocràcia militar" acholi. Aquesta situació va arribar al seu punt àlgid amb el cop d'estat del general acholi Tito Okello el juny de 1985, que va posar fi al segon període presidencial de Milton Obote, i va col·lapsar amb la desfeta d'Okello i el seu Exèrcit d'Alliberament Nacional d'Uganda (UNLA), dominat pels acholi, a mans de l'Exèrcit de Resistència Nacional (NRA), liderat per l'actual president Yoweri Museveni, el gener de 1986.
Els acholi són coneguts arreu del món sobretot per la insurrecció de l'Exèrcit de Resistència del Senyor (LRA) encapçalat per Joseph Kony, un acholi de Gulu. Les activitats de l'LRA van ser devastadores al propi territori d'Acholiland, tot i que també es van estendre als districtes i països veïns, fins que el setembre de 1996 el govern d'Uganda va imposar una política de desplaçament forçós dels acholi del districte de Gulu cap a camps d'internament. Des d'aleshores, aquesta política s'ha anat ampliant fins a afectar tota la població rural acholi de quatre districtes, un milió de persones. Aquests camps tenen un dels índexs de mortalitat més alts del món, amb una estimació de 1.000 defuncions per setmana en un sòl lloc. La malària i la SIDA són les causes principals de mort. El setembre de 2009, un gran nombre d'acholis es troben reclosos a la força en camps de refugiats dins el seu propi país.
La majoria dels diputats elegits a Acholiland són membres de l'oposició.

## Personatges notables

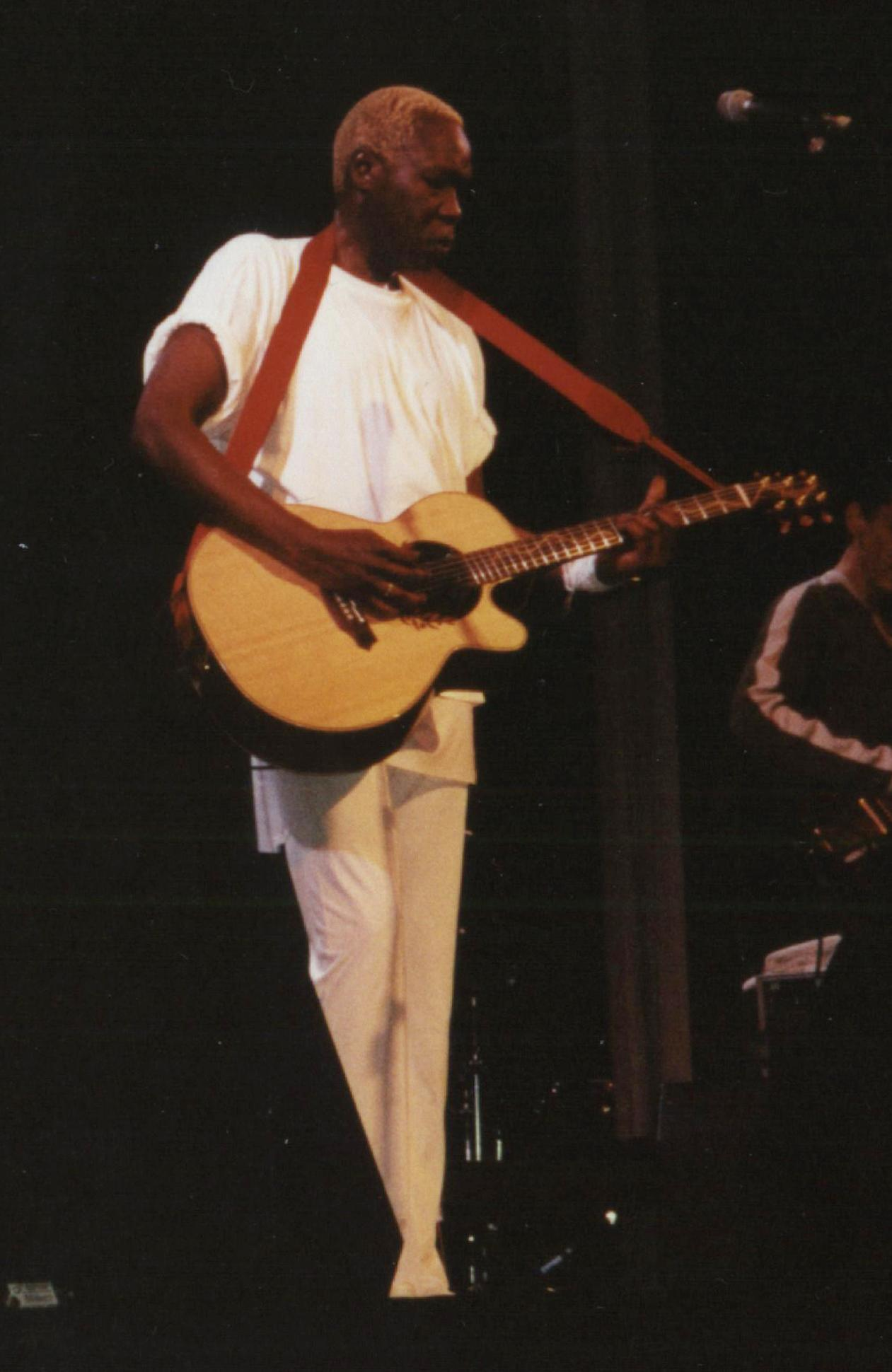
El cantant acholi Geoffrey Oryema.

- Akena p'Ojok, ex-vicepresident de l'UNLF, ex-diputat de la UPC i ministre d'Energia a la segona presidència d'Obote.
- Alice Auma, àlies Lakwena, mèdium espiritista i líder rebel.
- Bazilio Olara-Okello, cap de l'estat de facto durant sis mesos del 1985 i després cap de les Forces Armades.
- Betty Ogwaro, diputada, ministra d'Agricultura i Boscos del govern de Sudan del Sud i notable activista política internacional.
- Betty Oyella Bigombe, diputada i, des de 2011, ministra de Recursos Hídrics del govern ugandès.
- Geoffrey Oryema, cantant exiliat.
- Hilary Onek, ministra de l'Interior d'Uganda, des del 2011.
- Janani Luwum, arquebisbe de l'Església Anglicana d'Uganda, assassinat pel règim del president Idi Amin Dada.
- Jeremiah Lucas Opira, cap de l'UNLF, defensor actiu de la consolidació de la unitat nacional d'Uganda.
- Joseph Kony, líder rebel de l'LRA.
- Matthew Lukwiya, metge destacat en la lluita contra l'ébola durant la crisi del 2000, que li va costar la vida.
- Norbert Mao, ex-president del districte de Gulu i candidat a la Presidència del país el 2011 pel DP.
- Okello Oryem, ministre d'Afers Exteriors del govern ugandès.
- Okot p'Bitek, poeta, autor de Cançó de Lawino.
- Olara Otunnu, ex-sotssecretari general de Nacions Unides i representant especial per als nens i els conflictes bèl·lics. Candidat a la Presidència d'Uganda per la UPC, el 2011.
- Tito Okello, president d'Uganda durant sis mesos el 1985 (ell preferia anomenar-se 'Cap d'Estat').

### General
- Atkinson, Ronald Raymond (1994) The roots of ethnicity: the origins of the Acholi of Uganda before 1800. Kampala: Fountain Publishers. ISBN 9970-02-156-7.
- Dwyer, John Orr (1972) 'The Acholi of Uganda: adjustment to imperialism'. (unpublished thesis) Ann Arbor, Michigan: University Microfilms International.
- Girling, F.K. (1960) The Acholi of Uganda (Colonial Office / Colonial research studies vol. 30). London: Her majesty's stationery office.
- Webster, J. (1970) 'State formation and fragmentation in Agago, Eastern Acholi', Provisional council for the social sciences in East Africa; 1st annual conference, vol 3., p. 168-197.

### Llengua
- Crazzolara, J.P. (1938) A study of the Acooli language. Grammar and Vocabulary. International Institute of African Languages and Cultures. London/New York/Toronto: Oxford University Press.
- Kitching, Arthur Leonard (1932) An outline grammar of the Acholi language (first published 1907). London: Sheldon Press / Kampala: The Uganda Bookshop.
- Ladefoged, Peter; Ruth Glick; Clive Criper; Clifford H. Prator; Livingstone Walusimbi (1972) Language in Uganda (Ford Foundation language surveys vol. 1). London/New York, etc. Oxford University Press. ISBN 0-19-436101-2
- Malandra, Alfred (1955) A new Acholi grammar. Kampala: Eagle Press.
- Okidi, Festo (2000) Acholi for beginners: grammar, Acholi–English, English–Acholi. London: Pilato Books. ISBN 0-9539913-0-X
- p'Bitek, Okot (1985) Acholi proverbs. Nairobi: Heinemann Kenya.
- p'Bitek, Okot (1984) Songo of Lawino and Song of Ocol. (African writers series, 266). London: Heinemann Educational.